# Gajk Owakimian
Gajk Badałowicz Owakimian (ros. Гайк Бадалович Овакимян; ur. 11 sierpnia 1898, zm. 13 marca 1967) – radziecki funkcjonariusz służb specjalnych, dyplomata i inżynier pochodzenia ormiańskiego. Generał major NKWD i jego rezydent w Nowym Jorku aktywny w latach trzydziestych, zastępca szefa wywiadu zagranicznego. Po zwolnieniu ze służby dyrektor Naukowego Instytutu Doświadczalnego Przemysłu Chemicznego. Zaangażowany w sprawę Rosenbergów i likwidację Lwa Trockiego, aktywny na polu szpiegostwa atomowego i przemysłowego.

## Życiorys
Do Stanów Zjednoczonych przybył w 1933 i rozpoczął działalność wywiadowczą pod przykrywką Amtorgu. Inżynier z zawodu, specjalizował się w szpiegostwie przemysłowym.
W książce FBI-KGB War (1986) agent FBI Robert J. Lamphere i Tom Shachtman napisali Często określano go mianem "Cwanego Ormianina", co było jednocześnie miarą jego przebiegłości, bo do końca nie wiedziano, czy jest istotnie Ormianinem, czy nie. Owakimian nie był dużej postury, przy wzroście 1,68 metra ważył 72 kilogramy. 
Zgodnie z tym, co podają Lamphere i Shachtman, pracujący dla Owakimiana szpiedzy byli rozlokowani w całych Stanach Zjednoczonych, Meksyku i Kanadzie. To on zwerbował Juliusa i Ethel Rosenbergów do tzw. siatki szpiegów atomowych w 1938. Także on spotkał się z Ramónem Mercaderem i przekazał mu rozkaz zlikwidowania przebywającego w Meksyku Lwa Trockiego. Mercader dokonał zamachu 20 sierpnia 1940; Trocki zmarł następnego dnia w wyniku odniesionych ran. 
W maju 1941 Federalne Biuro Śledcze aresztowało Owakimiana, zarzucając mu, że jako korespondent zagranicznej firmy nie zarejestrował swojej działalności w Departamencie Stanu. Przebywający w więzieniu Owakimian upierał się, że chroni go immunitet dyplomatyczny. Po wpłaceniu kaucji w wysokości 25 tysięcy dolarów przez ambasadę Związku Radzieckiego został zwolniony. Na mocy decyzji prezydenta Roosevelta zezwolono mu na opuszczenie Stanów Zjednoczonych, w zamian za zgodę na odesłanie z ZSRR sześciu przetrzymywanych tam amerykańskich agentów (ostatecznie odesłano tylko trzech).
Po powrocie do Związku Radzieckiego Owakimiana mianowano szefem jednego z wydziałów wywiadu zagranicznego NKWD (INO/INU), a w 1943 przeniesiono na stanowisko zastępcy szefa wywiadu zagranicznego (Pawła Fitina). Za zgodą Fitina Owakimian miał dużą swobodę działania, koncentrował się m.in. na wywiadzie atomowym. Po dymisji szefa wywiadu Fitina zdjęto także Owakimiana i pozostawiono go do dyspozycji Komitetu Informacji (KI), który przejął wywiad zagraniczny w 1947. Zwolniony z wywiadu po zdemaskowaniu Rosenbergów, podjął pracę jako dyrektor Naukowego Instytutu Doświadczalnego Przemysłu Chemicznego.
Na przełomie 1954 i 1955 Nikita Chruszczow po przejęciu władzy rozpoczął tzw. walkę z Beriowszczyzną. Owakimian został pozbawiony rangi generalskiej, miał jednak szczęście i nie trafił do więzienia jak wielu jego kolegów.